# Wiaczesław Czukanow
Wiaczesław Michajłowicz Czukanow (ros. Вячеслав Михайлович Чуканов, ur. 24 kwietnia 1952 w Chimkach) – radziecki jeździec sportowy. Złoty medalista olimpijski z Moskwy.
Specjalizował się w konkurencji skoków przez przeszkody. Igrzyska w 1980 były jego pierwszą olimpiadą. W konkursie indywidualnym zajął dziewiąte miejsce, w drużynie triumfował. Partnerowali mu Wiktor Asmajew, Nikołaj Korolkow i Wiktor Poganowski. W igrzyskach tych udziału nie brali jeźdźcy z niektórych krajów Zachodu, należący do światowej czołówki. Po raz drugi na igrzyskach wystartował w 1988 w Seulu.

## Starty olimpijskie (medale)
Moskwa 1980
- skoki przez przeszkody, konkurs drużynowy (na koniu Gepatit) –  złoto